# Студенческая лига РЖД
Студенческая ли́га РЖД (ранее Студенческая ли́га ВТБ) — элитный дивизион Ассоциации студенческого баскетбола. В нём выступают самые амбициозные университеты. Турнир является средой не только для повышения мастерства лучших студентов-баскетболистов, но и площадкой для развития менеджмента студенческих команд. С октября 2020 года единым генеральным спонсором мужских и женских соревнований выступают Российские железные дороги.

## История
Лига была образована совместными усилиями Лиги ВТБ и Ассоциации студенческого баскетбола (АСБ), главным идейным вдохновителем стал Александр Владимирович Коновалов.
Александр Коновалов, президент ACБ:
Играть студенты будут по выходным, не конфликтуя с учебным графиком. Мы сможем увидеть среди выпускников профессиональных игроков, участников Олимпиады. Надеемся, что через четыре года в составах сборных стран увидим участников этой лиги.
Сергей Иванов, президент Единой Лиги ВТБ:
Несколько лет назад мы стали возрождать студенческий баскетбол России и сейчас можем замахнуться на международный уровень. Этот проект отличный в плане занятости студентов, а не в коммерческом. В России сложилась прекрасная пирамида: школьная баскетбольная лига, которая финансируется частными деньгами, потом студенческая, и вершина всего - Единая лига ВТБ. Все это мы сделали за короткий срок, не привлекая средств Российской федерации баскетбола.
Студенческая лига стартовала с матча-открытия между московским МГУ и МГАФКом из Малаховки в октябре 2016 года. В первом сезоне приняли участие 16 команд из 16 городов России.
После первого сезона состав участников изменился: Динамо-УралГУФК (Челябинск) и Балтийские рыцари (Калининград) покинули лигу, а ЮУрГУ-Челбаскет (Челябинск) добавились к списку команд.
Сезон 2017/2018. Ушли: Энергия-СамГУ (Самара), БАРС-РГЭУ(Ростов-на-Дону) и ЮУрГУ-Челбаскет (Челябинск). Пришли: Сибирские медведи (Иркутск), Универ (Пермь), УдГУ-СШОР 3 (Ижевск).
После сезона 2018/2019 лигу покинули Белые львы (Белгород) и Планета университет (Ухта). Зенит-ЛГУ (Санкт-Петербург) пополнил ряды участников Студенческой лиги ВТБ.

## Руководители
Исполнительный директор – Сергей Крюков
Руководитель спортивного департамента - Гулякин Андрей Олегович
Менеджер студенческой лиги РЖД - Емельянов Алексей Евгеньевич

## Генеральные спонсоры
| Период       | Титульный спонсор |
| ------------ | ----------------- |
| 2016—2020    | Банк ВТБ          |
| 2020 — н. в. | РЖД               |

## Участники
Студенческая лига РЖД входит в состав Чемпионата АСБ. Условия по допуску игроков
согласно Регламенту чемпионата АСБ. Единственное исключение: в Студенческой лиге допускаются игроки, имеющие контракт с профессиональным клубом.

### Команды-участники сезона 2023/2024
Мужчины
| Клуб                                                                                         | Город           |
| -------------------------------------------------------------------------------------------- | --------------- |
| «КФУ-Грифоны» - Крымский федеральный университет имени В. И. Вернадского                     | Симферополь     |
| «КубГТУ-Спарта» - Кубанский государственный технологический университет                      | Краснодар       |
| «ОрелГУ» - Орловский государственный университет имени И. С. Тургенева                       | Орел            |
| «Белгородская область-БелГАУ» - Белгородский государственный аграрный университет            | Белгород        |
| «ИрГУПС» - Иркутский государственный университет путей сообщения                             | Иркутск         |
| «ИГУ-Иркут» - Иркутский государственный университет                                          | Иркутск         |
| «Кузбасс-КемГУ» - Кемеровский государственный университет                                    | Кемерово        |
| Челябинская область - Иркутский государственный университет путей сообщения                  | Челябинск       |
| «КУПОЛ-УдГУ-СШОР 3» - Удмуртский государственный университет                                 | Ижевск          |
| «Стальные сердца» - Магнитогорский государственный технический университет                   | Магнитогорск    |
| «МГАФК» - Московская государственная академия физической культуры                            | Малаховка       |
| РУС «ГЦОЛИФК» - Российский университет спорта «ГЦОЛИФК»                                      | Москва          |
| «Крылатые барсы» - Поволжская государственная академия физической культуры, спорта и туризма | Казань          |
| «Гвардия» - Тюменский индустриальный университет                                             | Тюмень          |
| «ПАРМА-КОР» - Колледж олимпийского резерва Пермского края                                    | Пермь           |
| СурГУ - Сургутский государственный университет                                               | Сургут          |
| СибГИУ - Сибирский государственный индустриальный университет                                | Новокузнецк     |
| «Енисей-СФУ» - Сибирский федеральный университет                                             | Красноярск      |
| «УрФУ» - Уральский федеральный университет                                                   | Екатеринбург    |
| «Уфимец» - Башкирский государственный аграрный университет                                   | Уфа             |
| УрГУПС - Уральский государственный университет путей сообщения                               | Екатеринбург    |
| «БГТУ ВОЕНМЕХ» - Балтийский государственный технический университет «Военмех»                | Санкт-Петербург |
| ГУТиД - Санкт-Петербургский государственный университет промышленных технологий и дизайна    | Санкт-Петербург |
| «Тверь-Политех» - Тверской государственный технический университет                           | Тверь           |
| СШ ЦИВС - Центр игровых видов спорта                                                         | Тула            |
| «ДНР-ДОННУЭТ» - Донецкий национальный университет экономики и торговли                       | Донецк          |
| БК «Минск»                                                                                   | Минск           |

Женщины
| Клуб                                                                                         | Город           |
| -------------------------------------------------------------------------------------------- | --------------- |
| ГУТиД - Санкт-Петербургский государственный университет промышленных технологий и дизайна    | Санкт-Петербург |
| «Черные Медведи-Политех» - Санкт-Петербургский политехнический университет Петра Великого    | Санкт-Петербург |
| НГУ им. П.Ф. Лесгафта - Университет имени Лесгафта                                           | Санкт-Петербург |
| РУС «ГЦОЛИФК» - Российский университет спорта «ГЦОЛИФК»                                      | Москва          |
| МГУ - Московский государственный университет                                                 | Москва          |
| «ПАРМА-КОР» - Колледж Олимпийского резерва Пермского края                                    | Пермь           |
| «Енисей» - Сибирский федеральный университет                                                 | Красноярск      |
| Челябинская область - Иркутский государственный университет путей сообщения                  | Челябинск       |
| «Стальные сердца» - Магнитогорский государственный технический университет                   | Магнитогорск    |
| «Крылатые барсы» - Поволжская государственная академия физической культуры, спорта и туризма | Казань          |
| «УрФУ Сима-Ленд» - Уральский федеральный университет                                         | Екатеринбург    |
| «УрГЭУ-СИНХ» - Уральский государственный экономический университет                           | Екатеринбург    |
| «Титан-Политех» - Омский государственный технический университет                             | Омск            |
| «СГУ-НИКА» - Сыктывкарский государственный университет                                       | Сыктывкар       |
| «ЧГУ-Атланта» - Чувашский государственный университет имени И. Н. Ульянова                   | Чебоксары       |
| «КубГТУ-Спарта» - Кубанский государственный технологический университет                      | Краснодар       |
| «КУПОЛ-УдГУ-СШОР 3» - Удмуртский государственный университет                                 | Ижевск          |
| «Гвардия» - Тюменский индустриальный университет                                             | Тюмень          |
| «ОрелГУ» - Орловский государственный университет имени И. С. Тургенева                       | Орел            |
| ВГАС - Воронежская государственная академия спорта                                           | Воронеж         |
| «ВлГУ» - Владимирский государственный университет                                            | Владимир        |
| БК «Минск»                                                                                   | Минск           |

## Победители и призеры

### Мужчины
| Сезон     |                   |                       |                                |                                                               |                             |
| Сезон     | Место проведения  | Золото                | Серебро                        | Бронза                                                        | MVP                         |
| --------- | ----------------- | --------------------- | ------------------------------ | ------------------------------------------------------------- | --------------------------- |
| 2016/2017 | Челябинск         | МГАФК (Малаховка) (1) | МГУ (Москва) (1)               | Планета университет (Ухта) (1)                                | Александр Печерский (МГАФК) |
| 2017/2018 | Орёл              | МГАФК (Малаховка) (2) | КФУ-Грифоны (1) (Симферополь)  | МГУ (Москва) (1)                                              | Дмитрий Попов (МГАФК)       |
| 2018/2019 | Киров             | МГАФК (Малаховка) (3) | МГУ (Москва) (2)               | Стальные сердца (Магнитогорск) (1)                            | Глеб Станиславчик (МГАФК)   |
| 2019/2020 | Краснодар, Москва | МГАФК (Малаховка) (4) | МГУ (Москва) (3)               | Академия спорта (Казань) (1), УрФУ-Уралмаш (Екатеринбург) (1) | Даниил Плужников (МГАФК)    |
| 2020/2021 | Ставрополь        | МГАФК (Малаховка) (5) | СПБГУПТД (Санкт-Петербург) (1) | МГУ (Москва) (2)                                              | Даниил Плужников (МГАФК)    |
| 2021/2022 | Ижевск            | МГАФК (Малаховка) (6) | СПБГУПТД (Санкт-Петербург) (1) | УрФУ (Екатеринбург) (1)                                       |                             |
| 2022/2023 | Кемерово          | МГАФК (Малаховка) (7) | УрФУ (Екатеринбург) (2)        | МГУ (Москва) (2)                                              |                             |
| 2023/2024 | Суздаль           | МГАФК (Малаховка) (8) | СПБГУПТД (Санкт-Петербург) (2) | БГТУ «Военмех» (Санкт-Петербург) (1)                          | Валерий Щеголихин           |

Лучшие по позициям:
Лучший разыгрывающий:
2016/2017 - Александр Петруненко, (МГАФК)
2017/2018 - Сергей Кривых («Академия спорта»)
2018/2019 - Евгений Новоселов («Планета Университет»)
2019/2020 - Даниил Плужников (МГАФК)
2020/2021 - Даниил Плужников (МГАФК)
2023/2024 - Азаматгери Хакунов (УрФУ)
Лучший атакующий защитник:
2016/2017 - Даниил Плужников («Балтийские рыцари»)
2017/2018 - Станислав Шаров (МГАФК)
2018/2019 - Станислав Шаров (МГАФК)
2019/2020 - Павел Алексиевич (МГАФК)
2020/2021 - Иван Ершов (СПбГУПТД)
2023/2024 - Георгий Шахназаров (СПбГУПТД)
Лучший легкий форвард:
2016/2017 - Илья Андреев («Планета Университет»)
2017/2018 - Георгий Егоров (МГУ)
2018/2019 - Михаил Бондарев («Совы»)
2019/2020 - Константин Греков (МГАФК)
2020/2021 - Дмитрий Попов (МГАФК)
2023/2024 - Никита Тихонов (СПбГУПТД)
Лучший тяжелый форвард
2016/2017 - Сергей Козлов (МГУ)
2017/2018 - Анатолий Шевченко («КФУ-Грифоны»)
2018/2019 - Сергей Козлов (МГУ)
2019/2020 - Константин Великанов («УрФУ-Уралмаш»)
2020/2021 - Никита Трошин (СПбГУПТД)
2023/2024 - Вячеслав Земсков (БГТУ «Военмех»)
Лучший центровой
2016/2017 - Вячеслав Жидяев («Стальные сердца»)
2017/2018 - Сергей Козлов (МГУ)
2018/2019 - Вячеслав Жидяев («Стальные сердца»)
2019/2020 - Сергей Козлов (МГУ)
2020/2021 - Иван Пьянзин (МГУ)
2023/2024 - Максим Шумков (МГАФК)

### Женщины
| Сезон     |                  |                                |                               |                                   |                                              |
| Сезон     | Место проведения | Золото                         | Серебро                       | Бронза                            | MVP                                          |
| --------- | ---------------- | ------------------------------ | ----------------------------- | --------------------------------- | -------------------------------------------- |
| 2020/2021 | Орёл             | ЧГУ-Атланта (Чебоксары)        | УрФУ Сима-Ленд (Екатеринбург) | ЧМ-Политех (Санкт-Петербург)      | Анастасия Макарьева (ЧГУ-Атланта)            |
| 2021/2022 | Тюмень           | ЧГУ-Атланта (Чебоксары)        | УрФУ Сима-Ленд (Екатеринбург) | ЧМ-Политех (Санкт-Петербург)      |                                              |
| 2022/2023 | Суздаль          | ГУТИД (Санкт-Петербург)        | ЧМ-Политех (Санкт-Петербург)  | Горизонт-2-РЦОП (Минская область) | Анастасия Рыкова (ГУТИД)                     |
| 2023/2024 | Суздаль          | Владимирские львицы (Владимир) | УрФУ Сима-Ленд                | ГУТИД                             | Анастасия Заболоцкая («Владимирские львицы») |

Лучшие по позициям:
Лучший разыгрывающая:
2020/2021 - Вероника Михалева («ЧГУ-Атланта»)
2023/24 - Анастасия Рыкова (ГУТИД)
Лучший атакующий защитник:
2020/2021 - Арина Нагибина («Черные Медведи-Политех»)
2023/2024 - Анастасия Чекарева («УрФУ Сима-Ленд»)
Лучший легкий форвард:
2020/2021 - Анастасия Макарьева («ЧГУ-Атланта»)
2023/2024 - Анастасия Филиогло (РУС «ГЦОЛИФК»)
Лучший тяжелый форвард
2020/2021 - Валерия Стрелкова («УрФУ Сима-Ленд»)
2023/24 - Елена Баженова («УрФУ Сима-Ленд»)
Лучший центровая
2020/2021 - Елизавета Колотовкина («УрФУ Сима-Ленд»)
2023/2024 - Светлана Розанова («Владимирские львицы»)

## Количество титулов
Мужчины
| Клуб                | Золото                                                                     | Серебро                       | Бронза                        |
| ------------------- | -------------------------------------------------------------------------- | ----------------------------- | ----------------------------- |
| МГАФК               | 8 (2016/17, 2017/18, 2018/19, 2019/20, 2020/21, 2021/22, 2022/23, 2023/24) | -                             | -                             |
| МГУ                 | −                                                                          | 3 (2016/17, 2018/19, 2019/20) | 3 (2017/18, 2020/21, 2022/23) |
| СПБГУПТД            | −                                                                          | 2 (2020/21, 2023/24)          | −                             |
| УрФУ                | −                                                                          | 2 (2019/20, 2020/23)          | 1 (2021/22)                   |
| КФУ-Грифоны         | −                                                                          | 1 (2017/18)                   | −                             |
| Академия спорта     | −                                                                          | −                             | 1 (2019/20)                   |
| Планета-Университет | −                                                                          | −                             | 1 (2016/17)                   |
| Стальные сердца     | −                                                                          | −                             | 1 (2018/19)                   |
| БГТУ "Военмех"      | −                                                                          | −                             | 1 (2023/24)                   |

Женщины
| Клуб                           | Золото                 | Серебро                       | Бронза               |
| ------------------------------ | ---------------------- | ----------------------------- | -------------------- |
| ЧГУ-Атланта (Чебоксары)        | 2 (2020/2021, 2021/22) | −                             | −                    |
| ГУТИД (Санкт-Петербург)        | 1 (2022/23)            | −                             | 1 (2023/24)          |
| Владимирские львицы (Владимир) | 1 (2023/24)            | −                             |                      |
| УрФУ Сима-Ленд                 | −                      | 3 (2020/21, 2021/22, 2023/24) | −                    |
| Черные Медведи-Политех         | −                      | 1 (2022/23)                   | 1 (2020/21, 2021/22) |
| Горизонт-2-РЦОП                | −                      |                               | 1 (2022/23)          |

## Игроки
Студенческая лига РЖД имеет хороший уровень игроков, многие участники лиги перешли в профессиональные команды и выступают в Суперлиге 1-2 и даже в Единой лиге ВТБ. В 2018 году одна из ведущих женских студенческих команд «Черные Медведи-Политех» перешла на профессиональном уровень и в своем дебютном сезоне пробилась в Суперлигу 1.
В 2020 году примеру петербурженок последовали ещё две студенческие команды, которые заявились в Суперлигу 2: «Парма-КОР» (Пермь) и «ЧГУ-Атланта» (Чебоксары).

### Самые яркие переходы
| Игрок              | Клуб                       |
| ------------------ | -------------------------- |
| Илья Агинских      | Уралмаш (Екатеринбург)     |
| Сергей Кривых      | БАРС-РГЭУ (Ростов-на-Дону) |
| Александр Платунов | Парма (Пермь)              |
| Василий Рыженко    | АлтайБаскет (Барнаул)      |
| Алина Леднёва      | Динамо (Новосибирск)       |
| Яна Голякова       | Энергия (Иваново)          |